# フォーブルドン
フォーブルドン (fauxbourdon、fauxbordon、faux bourdon）は、中世後期から初期ルネサンスに、特にブルゴーニュ楽派の作曲家たちによって用いられた和声技法である。フランス語で偽りの低音の意味である。
この技法の実践者としてギヨーム・デュファイが有名であり、彼の創始になるものとの説もある。平行和声の単純な響きが、多くは典礼文による歌詞を聞き取りやすくしている。
もっとも単純なフォーブルドンの形式は、定旋律と6度下、完全4度下の3声から成る。単調さを防ぐため、また終止に際して最低音部は時として最上声のオクターブ下に跳躍し、他の声部はわずかに装飾されることがある。通常は曲のごく一部で使用される。

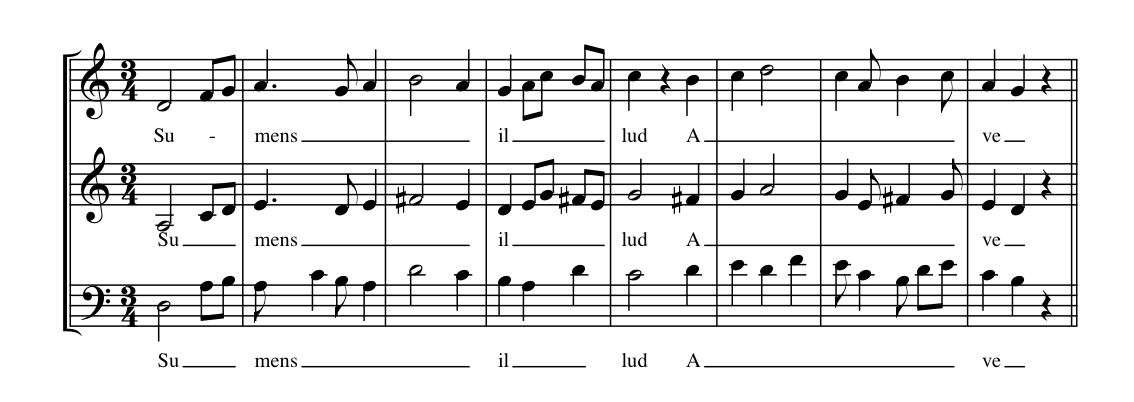
フォーブルドンの例。現代記譜法によるギヨーム・デュファイのマリア・アンティフォン「アヴェ・マリス・ステラ」の冒頭。最上声と低音は自由に作曲され、フォーブルドンで書かれた中間の声部は正確に最上声を完全4度下になぞっている。低音部は常にではないが、しばしば最上声の6度下であり、装飾を施され、オクターブ下で終止する。

## 聖歌の歌唱
聖歌においてはこの語は、会衆が旋律を平行8度で歌う上を何人かがディスカントで歌うことを意味することがあるが、歴史的にはこの語は、ジョン・ダウランド、ジャイルズ・ファーナビー、トマス・レイヴンズクロフトといった16〜17世紀のイングランドの作曲家たちによって書かれた、旋律をテノールに持つ4声部の曲を指すのに用いられた 。

## 歴史
フォーブルドンの最も早い例はボローニャ手稿 I-BC Q15 (Bologna, Civico museo bibliografico musicale, Q15)に見られるものであろう。これは1440年頃に編纂され、デュファイの1430年ごろの作品などいくつかの例が含まれている。15世紀の多くの曲が作曲者不明であり、成立年代も疑わしいことから、フォーブルドンの創始者を正確につきとめるのは難しいが、ここに収められたデュファイの"Missa Sancti Jacobi"の終結部にはフォーブルドンの最初の実践が見られる。
年代を確定できる最初の例はデュファイのモテット"Supremum est mortalibus"に見られる。この曲はローマ教皇エウゲニウス4世とジギスムントの紛争の和解協定に際して書かれ、その後1433年5月31日にジギスムントは教皇によって神聖ローマ皇帝に戴冠された。この4声部のモテットではテノール（最低声部）が消えると上の3声部がフォーブルドンで開始される。
最初に用いられたのはイタリアと見られるにしても、フォーブルドンは15世紀中葉までネーデルラントを風靡したブルゴーニュ楽派の特徴的なスタイルとなった。ジル・バンショワ、アントワーヌ・ビュノワ、ヨハンネス・ブラッサール (Johannes Brassart) らは、このスタイルを、常に彼らの個人様式にあわせて頻繁に用いた。
15世紀のイングランドではこれと関連しつつ並行して別個に発展が見られ、faburdenと呼ばれた。フレーズの終わりにオクターブと5度の協和音程をもち、且つ6-3度の和声の連なりを伴うこのfaburdenは、表面的には定旋律と6度下、完全4度下の3声から成る上記フォーブルドンに類似するものの、こちらは既存の旋律に和声を付ける図式的な方法であり、旋律は中間の声部に置かれた。